# Velika Trapinska
Velika Trapinska is een plaats in de gemeente Suhopolje in de Kroatische provincie Virovitica-Podravina. De plaats telt 21 inwoners (2001).